# Frederik Georg Adeler
Frederik Georg Adeler (født 25. august 1736, død 1810) var en dansk godsejer, officer og embedsmand, der bestred en række poster i Norge, sidst som stiftamtmand i Christianssand.

## Liv og gerning
Han blev formentlig født på forældrenes ejendom Gundetved i Sjælland, og var søn af stiftamtmand Frederik Adeler.
Adler skal allerede være blevet løjtnant som barn. Han forfremmedes i sit 19. år (1755) til kaptajn og fik 1756 anvist tjeneste ved 2. Vesterlenske Regiment, hvor han i 1761 opnåede sekondmajors karakter; omkring 1757 blev han kammerjunker.
Efter at have fået afsked fra militæretaten i april 1764 blev han i juli samme år amtmand i Bratsbergs Amt og 1769 i kammerherre. I 1771 blev han mod sin vilje forflyttet til Lister og Mandals Amt, da det ansås for mindre heldigt, at han var amtmand i det distrikt, hvor hans ejendomme var beliggende. Han kom imidlertid efter ansøgning (og med en restriktion med hensyn til tømmerhandelen) allerede i 1773 tilbage til Bratsbergs Amt, hvor han efter den store ildebrand i Skien i november 1777 vandt meget popularitet ved sin store godgørenhed mod de skadelidte. Tidligere samme år var han udnævnt til Ridder af Dannebrog.
I 1781 blev han stiftamtmand i Christianssand, men fik afsked i 1788 i anledning af de af Christian Lofthus anstiftede uroligheder.

## Familie
Han var to gange gift, første gang i 1762 med Juliane Ernestine v. Cicignon (født 1744, død 1799), fra hvem han blev separeret i 1785; anden gang i 1796 med Caroline Rudolphine v. Schubarth (født 1760, død 1798), enke efter kammerjunker Jacob Løvenskiold til Borrestad.
Han var ejer af Gimsø Kloster med Bratsberg, hvor hans jordbrug indbragte ham en præmie i året 1776. Da hans eneste søn, kammerjunker Anton Beatus Adeler (1767-1843), var sidste mand af slægten i Norge og svag på sjæl og legeme, bestemte faderen, at godserne efter hans død skulde tilfalde hans brorsøns linje i Danmark mod udbetaling af en livrente til sønnen.